# Burusolfjäderstjärt
Burusolfjäderstjärt (Rhipidura superflua) är en fågel i familjen solfjäderstjärtar inom ordningen tättingar.

## Utbredning och systematik
Fågeln förekommer i bergsskogar på ön Buru (södra Moluckerna). Den behandlas som monotypisk, det vill säga att den inte delas in i några underarter.

## Status
IUCN kategoriserar arten som livskraftig.